# Amtsgericht Malmedy
Das Amtsgericht Malmedy war ein preußisches Amtsgericht mit Sitz in Malmedy.

## Geschichte
In Eupen bestand bis 1879 das Friedensgericht Malmedy als Eingangsgericht. Das königlich preußische Amtsgericht Malmedy wurde mit Wirkung zum 1. Oktober 1879 als eines von 16 Amtsgerichten im Bezirk des Landgerichtes Aachen im Bezirk des Oberlandesgerichtes Köln gebildet. Der Sitz des Gerichts war Malmedy.
Sein Gerichtsbezirk umfasste den Kreis Malmedy außer den Teilen, die dem Amtsgericht Sankt Vith zugeordnet waren.
Am Gericht bestand 1880 eine Richterstelle. Das Amtsgericht war damit ein kleines Amtsgericht im Landgerichtsbezirk.
Aufgrund des Versailler Vertrags wurde das deutschsprachige Eupen-Malmedy 1919 an Belgien abgetreten. Das Amtsgericht Malmedy musste seine Arbeit einstellen und ein belgisches Friedensgericht Malmedy übernahm seine Aufgaben.
Im Zweiten Weltkrieg wurde Belgien besetzt und Eupen-Malmedy am 18. Mai 1940 zurück in das Deutsche Reich eingegliedert. Durch Verordnung vom 29. Juli 1940 wurden das Amtsgericht Malmedy wieder errichtet und erneut dem Landgerichts Aachen zugeordnet. 1945 endete die deutsche Herrschaft in Eupen-Malmedy und das Amtsgericht Malmedy stellte seine Arbeit ein.